# Telegramma

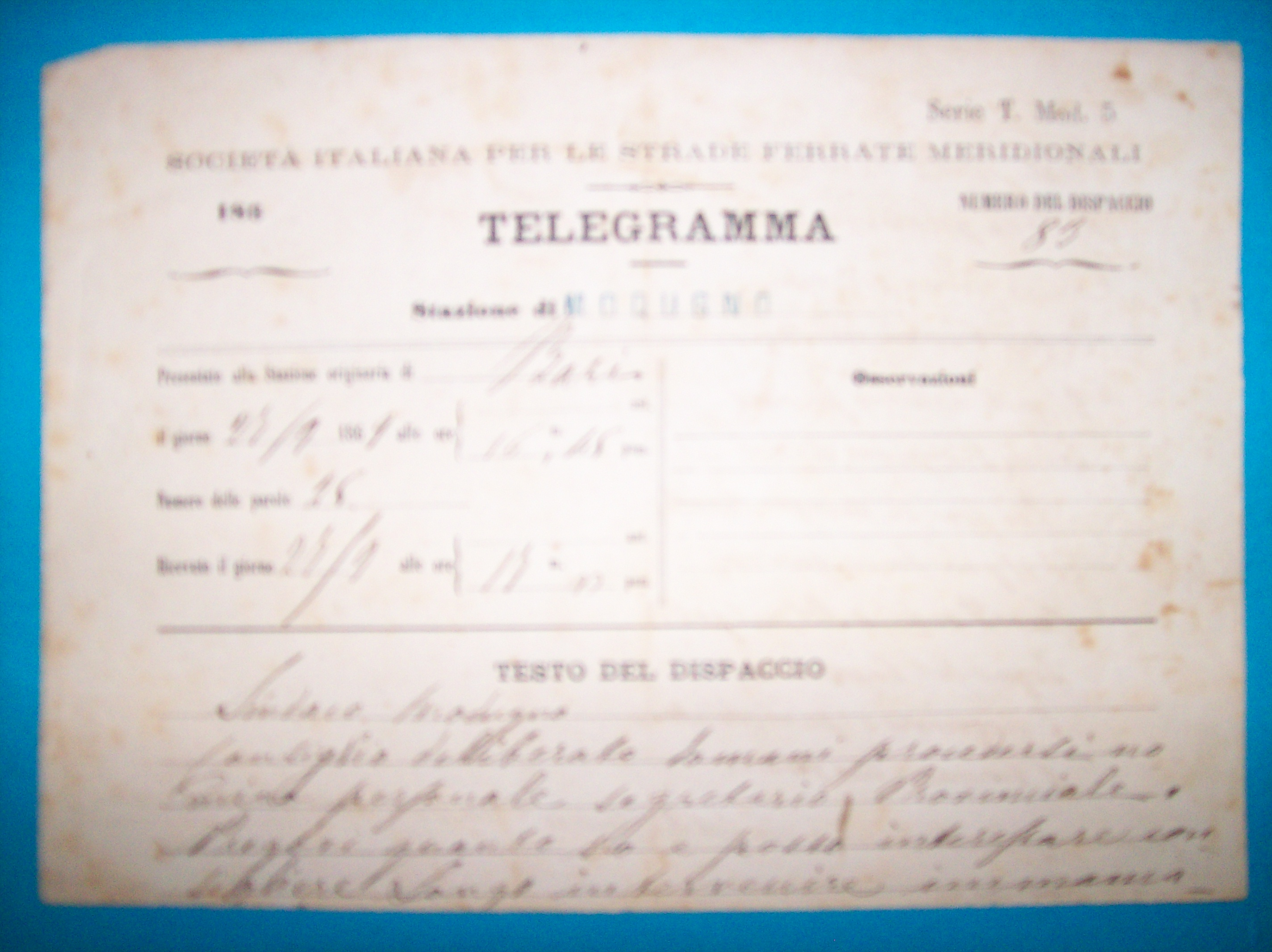
Primo telegramma italiano del 1869 da Bari a Modugno

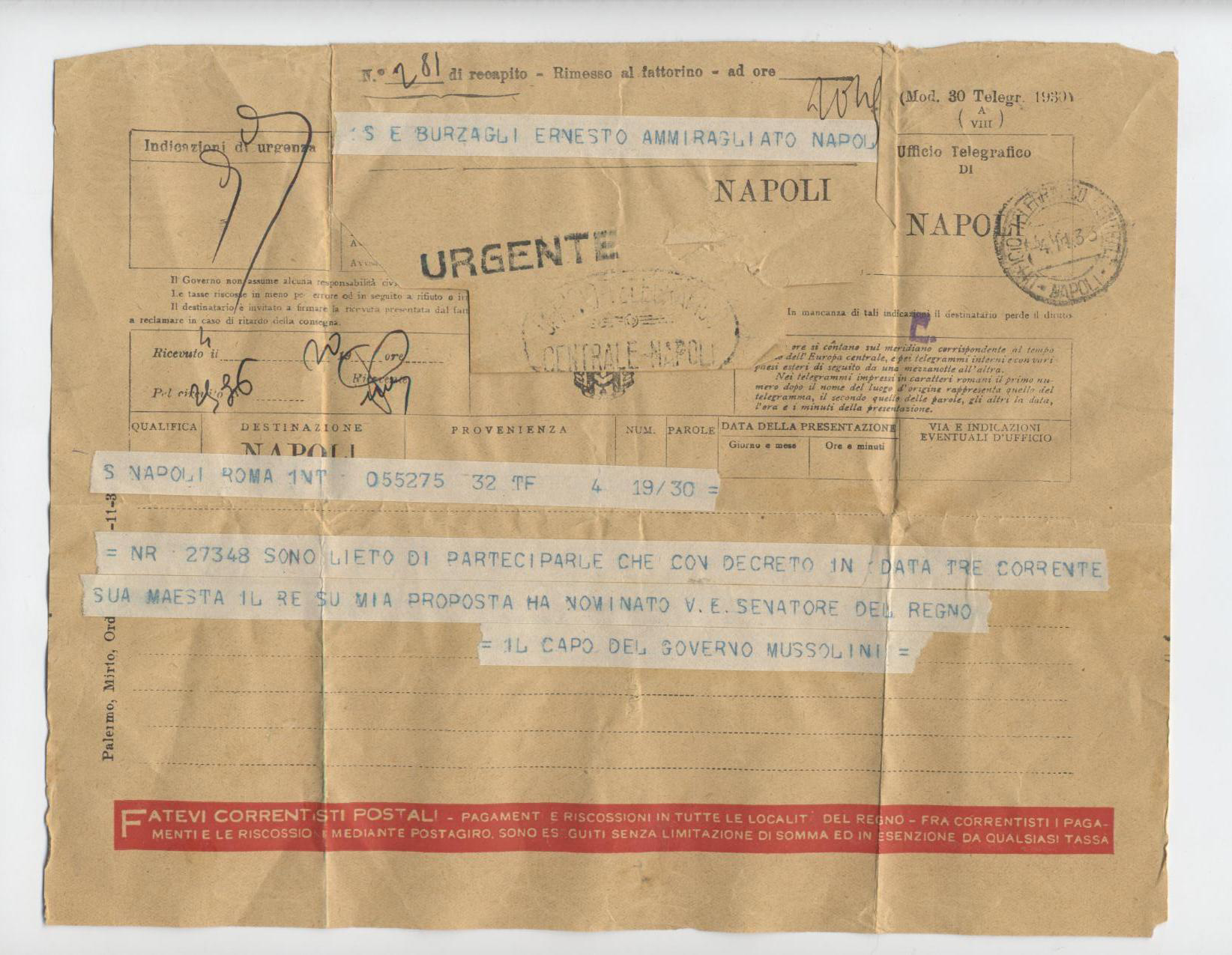
Modello di telegramma diffuso in Italia negli anni Trenta

Il telegramma, talvolta chiamato anche radiotelegramma o marconigramma se inviato tramite un radiotelegrafo, è un sistema di comunicazione inventato nel 1844. Sebbene superato tecnologicamente da altri mezzi di comunicazione, in alcune occasioni è ancora utilizzato. La parola indica il testo trasmesso attraverso telegrafo e, per metonimia, il foglio stesso su cui il messaggio è scritto.

## Storia
Il primo telegramma fu spedito da Samuel Morse il 24 maggio 1844, coprendo la distanza da Washington a Baltimora. Il messaggio conteneva una citazione biblica dal libro dei Numeri: What hath God wrought! ("Che cosa Dio ha creato!").
Molto utilizzato per trasmettere in maniera veloce dei brevi messaggi di testo, a partire dal secondo dopoguerra perse gradualmente la sua rilevanza per via della diffusione del telefono, divenuta capillare (anni 1950) e per l'avvento di nuove forme di comunicazione (telex e fax). Con il generale utilizzo della posta elettronica il telegramma è diventato definitivamente superato, salvo alcuni rari casi nel mondo: ad esempio in Italia nel 2010 se ne spedivano ancora 12 milioni e mezzo all'anno per inviare le condoglianze alle famiglie di amici e parenti deceduti o per spedire messaggi di congratulazioni per eventi quali matrimoni, nascite e simili. Nel 2018 e nel 2017 Poste Italiane ha dichiarato di aver ricavato rispettivamente 38 e 41 milioni di euro dalla spedizione di telegrammi.
Nonostante sia coadiuvato da sistemi tecnologicamente più avanzati, il telegramma è ancora oggi il mezzo di comunicazione ufficiale nel Parlamento della Repubblica Italiana per quanto riguarda le convocazioni di deputati e senatori e altri avvisi.
Una caratteristica dei testi dei telegrammi è l'utilizzo di parole equivalenti in latino allo scopo di evitare fraintendimenti: aut, et, est e habet al posto di "o", "e", "è" e "ha". Del pari, viene utilizzata anche la parola inglese stop per indicare il punto.
Nel 2006 la Western Union ha annunciato l'interruzione del servizio di telegrammi. Il 21 giugno 2013 l'India ha interrotto le comunicazioni tramite telegrafo dopo 160 anni. Nel 2022 anche le poste tedesche hanno messo in disuso il servizio.